# Bruno Meiser
Bruno Meiser (* 29. September 1962 in Quierschied) ist ein deutscher Arzt und Hochschullehrer. Seit 2010 leitet er das am Klinikum Großhadern das damals neu gegründete Transplantationszentrum der Ludwig-Maximilians-Universität München (TxM). Seit 2000 war er im Board of Management der in Leiden (Holland) ansässigen Eurotransplant International Foundation und von 2005 bis 2020 deren Präsident. Nach Änderung der Governance Struktur war er von 2020 bis 2022 Vorsitzender des neuen Supervisory Boards. Seit 2022 wird diese Position von Dirk Van Raemdonck bekleidet.

## Werdegang
Bruno Meiser wuchs im Saarland auf. Nach dem Medizinstudium an der Universität des Saarlandes in Homburg/Saar und einem Studien- und Forschungsaufenthalt im Department of Cardiovascular Surgery der Stanford University kam Meiser 1990 an die Herzchirurgische Klinik und Poliklinik des Klinikums der LMU. Dort leitete er seit 1994 das Herztransplantationsprogramm und wurde 2001 Geschäftsführender Oberarzt unter Bruno Reichart. Seit 2009 ist Meiser Universitätsprofessor und war von 2009 bis 2017 Extraordinarius für Herztransplantation und experimentelle Herzchirurgie. Seit 2018 ist Meiser Mitglied im Aufsichtsrat der Meggle Group. Seit 2019 ist er Generalbevollmächtigter der MEGGLE Group GmbH und darüber hinaus neben Toni und Marina Meggle im Vorstand der Toni Meggle Stiftung.
Meiser ist Mitglied der Fachgesellschaften Deutsche Gesellschaft für Herz-, Thorax- und Gefäßchirurgie, Deutschen Transplantationsgesellschaft, European Society of Organ Transplantation und The Transplant Society.

## Organspendeskandal 2009–2016
Meiser war 2008 bis 2020 Präsident von Eurotransplant. In diese Zeit fällt der Organtransplantationsskandal in Deutschland, in den das von ihm geleitete Transplantationszentrum am Klinikum der LMU in Großhadern mit Leber-, Herz- und Lungentransplantationen in den Jahren 2009–2014 verwickelt war. In beiden Funktionen wurde er kritisiert. „…Die Mehrheit der deutschen Transplantationszentren sieht sich nun [2016] einer Umfrage zufolge durch Meiser bei ET nicht mehr repräsentiert. … Meiser habe für diese Verstöße [im Klinikum Großhadern] zumindest Verantwortung, hieß es bei der Tagung. Es gebe mögliche Interessenkonflikte zwischen seiner Funktion bei ET und der Leitung des Zentrums in München und Meiser solle diese Konflikte auflösen.“

### Auszeichnungen
- Young Investigators Award der International Society for Applied Cardiovascular Biology (1996)
- Transplantations-Forschungspreis Deutschen Transplantationsgesellschaft (1997)
- 35th Anniversary Eurotransplant Award (2002)
- Tacrolimus Forschungspreis der Deutschen Transplantationsgesellschaft